# HMS Hannibal (1786)
El HMS Hannibal fue un navío en línea de 74 cañones perteneciente a la Marina Real Británica, botado el 15 de abril de 1786. 
El Hannibal participó en la batalla de Algeciras siendo capturado tras quedar atrapado en un banco de arena tras varias horas de combate entre parte de las armadas franco-española y británica. El fuego de las baterías de tierra de Algeciras permitió que, tras haberse refugiado el resto de la escuadra del reino Unido en Gibraltar el Hannibal rindiera su pabellón a las 14 horas de ese 5 de julio. El barco es entregado el mismo día a la marina francesa (renombrándose como annibal) que pretende remolcarlo con la fragata l’Indienne hasta el puerto de Cádiz. El temporal desatado por ese entonces en el Estrecho de Gibraltar impide su traslado.